# Stetson Kennedy
Pour les articles homonymes, voir Kennedy.
Stetson Kennedy (5 octobre 1916 - 27 août 2011) né et mort à Jacksonville en Floride, est un militant des droits de l'homme également reconnu comme spécialiste du folklore et de la tradition aux États-Unis.

## Biographie
Il fut l'ami de Woody Guthrie, Richard Wright, Chester Himes, Lawrence Durrell, Martin Luther King. Il a également publié, à l'Aube, J'ai appartenu au Ku Klux Klan et Introduction à l'Amérique raciste.
Se recommandant du nom d'un oncle décédé, Kennedy infiltra le Ku Klux Klan avant d'écrire son livre I rode with the Ku Klux Klan en 1954. Il est connu pour avoir transmis aux autorités des documents récupérés dans la corbeille à papiers du sorcier impérial (Wizard Impérial) du Klan, Sam Roper, à Atlanta, permettant aux services des impôts d'effectuer un redressement fiscal de 700 000 dollars en remettant en cause le statut d'organisme de bienfaisance dont bénéficiait le Klan.
Stetson Kennedy est mort le 27 août 2011 à l'âge de 94 ans.